# Imeria celebicola
Imeria celebicola är en stekelart som först beskrevs av Heinrich 1934.  Imeria celebicola ingår i släktet Imeria och familjen brokparasitsteklar. Inga underarter finns listade i Catalogue of Life.